# ليسونيات
الليسونيات (الاسم العلمي: Lessoniaceae)، فصيلة من طحالب الكِلب. سُميت الفصيلة على الطبيب الفرنسي رينيه ليسن.